# Siebenhirten (Wien)
Siebenhirten ist eine ehemals niederösterreichische Gemeinde, die seit 1938 ein Stadtteil von Wien ist. Heute gehört Siebenhirten zu Liesing, dem 23. Wiener Gemeindebezirk, und ist eine der 89 Wiener Katastralgemeinden.

## Geographie

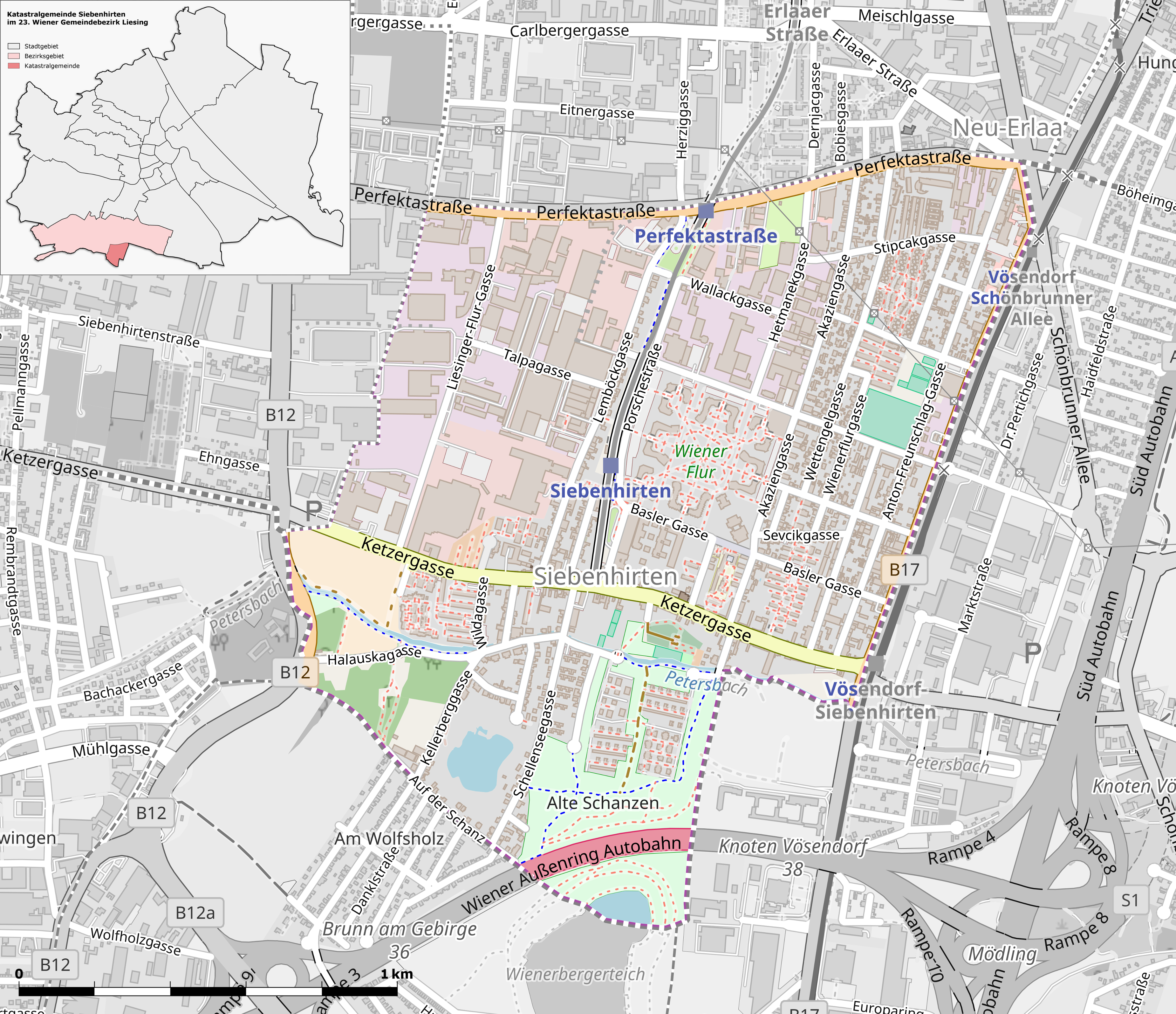
Katastralgemeinde Siebenhirten im Wiener Bezirk Liesing

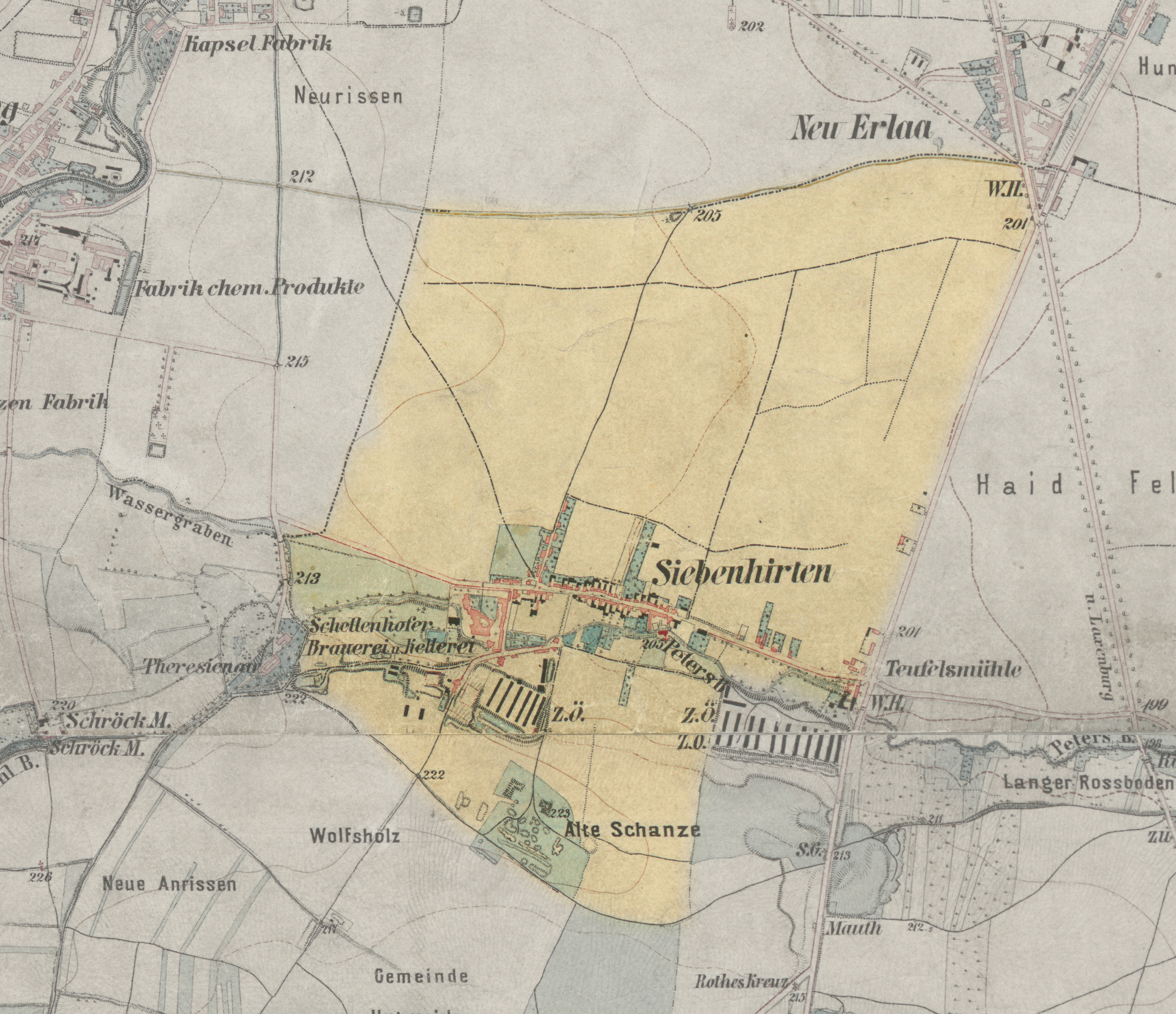
Das Gebiet der heutigen Katastralgemeinde Siebenhirten auf einer Karte von 1872

Die heutige Katastralgemeinde Siebenhirten nimmt eine Fläche von 251,22 Hektar ein. Durch den Ort fließt in West-Ost-Richtung der Petersbach. Im Süden von Siebenhirten befindet sich der von Kleingärten umgebene Schellensee.
Der Ort grenzt im Osten, Süden und Westen an die niederösterreichischen Gemeinden Perchtoldsdorf, Brunn am Gebirge und Vösendorf, im Osten und Norden an die Liesinger Bezirksteile Liesing und Erlaa.
Der Süden von Siebenhirten wird zur chronostratigraphischen Stufe des Pannoniums gezählt, der Norden zum Holozän.

## Geschichte
Der Name leitete sich von Subinhirten ab. Die erste urkundliche Erwähnung von Siebenhirten war um 1140/50. Im Jahr 1559 wurde der Ort mit der Herrschaft Rodaun vereinigt. In der damaligen Zeit waren die meisten Einwohner des Ortes mit Getreideanbau beschäftigt. Der Weinbau spielte nur eine kleine Rolle. In den 1780er Jahren wurde der Friedhof Siebenhirten angelegt. Im Jahr 1783 kam es zur Gründung einer eigenen Pfarre, die jedoch bereits 1796 wieder aufgehoben wurde. Ein Jahr später, 1797, wurde die erste Schule in Siebenhirten eröffnet. Im 19. Jahrhundert kam es zur Ansiedlung einiger Fabriken, der Großteil der Bevölkerung arbeitete jedoch weiterhin in der Landwirtschaft. 1848 wurde Siebenhirten, als die Grunduntertänigkeit aufgehoben wurde, eine eigenständige niederösterreichische Gemeinde.
Nach dem „Anschluss“ an das Deutsche Reich erfolgte die  rasche Vergrößerung Wiens auf Kosten der Umlandgemeinden. Mit dem Gesetz vom 1. Oktober 1938 wurde Wien per 15. Oktober 1938 von 21 Bezirken auf 26 Bezirke zu Groß-Wien vergrößert. Siebenhirten wurde dabei gemeinsam mit vierzehn weiteren niederösterreichischen Orten zum 25. Bezirk, genannt Liesing, vereint.
Im Zweiten Weltkrieg lag Siebenhirten zunächst bis 1944 außerhalb der Reichweite der Bombenflugzeuge. Das war einer der Gründe, aus denen im Gebiet von Siebenhirten, Atzgersdorf und Liesing ein „Industriehorst“ entstehen sollte, dessen Betriebe (hauptsächlich Unternehmen der Metallverarbeitung) als Zulieferbetriebe für die Flugmotorenwerke Ostmark der deutschen Luftwaffe herangezogen werden sollten. Nicht zuletzt deswegen waren später vor allem diese Werke und damit auch das Gebiet von Siebenhirten ein Angriffsziel der Alliierten. Der erste Angriff auf den Industriehorst erfolgte am 29. Mai 1944. Den Luftangriffen fiel 1944 unter anderem die Siebenhirtner Martinskirche zum Opfer.
Nach der Besetzung Wiens durch die Alliierten, 1945, wurde nur das vor 1938 gegebene Stadtgebiet in die Vier-Sektoren-Stadt eingeteilt; alle 1938 hinzugekommenen Gebiete fielen besatzungsrechtlich in die sowjetische Besatzungszone. Siebenhirten war somit sowjetisch besetztes Wiener Gebiet. Wien und Niederösterreich einigten sich 1946 darauf, von den 97 1938 an Wien angeschlossenen Orten 80 wieder in Niederösterreich einzugliedern; 17 Orte, darunter Siebenhirten, sollten bei Wien verbleiben. Die sowjetische Besatzungsmacht legte gegen diese Verfassungsgesetze ihr Veto ein und hob dieses erst 1954 auf. Dann konnten die Beschlüsse von 1946 in Kraft treten. Siebenhirten blieb daher bei Wien und wurde nun Teil des neuen 23. Bezirks.
In den Jahren 1978 bis 1980 wurde im Nordosten Siebenhirtens nach Plänen von Klara Hautmann, Rudolf Hautmann und Friedrich Rollwagen die große Wohnhausanlage Wiener Flur erbaut. Im Jahr 1951 hatte der Ort bei der Volkszählung 2839 Einwohner. Heute leben rund 8000 Menschen in Siebenhirten.

## Kultur und Sehenswürdigkeiten

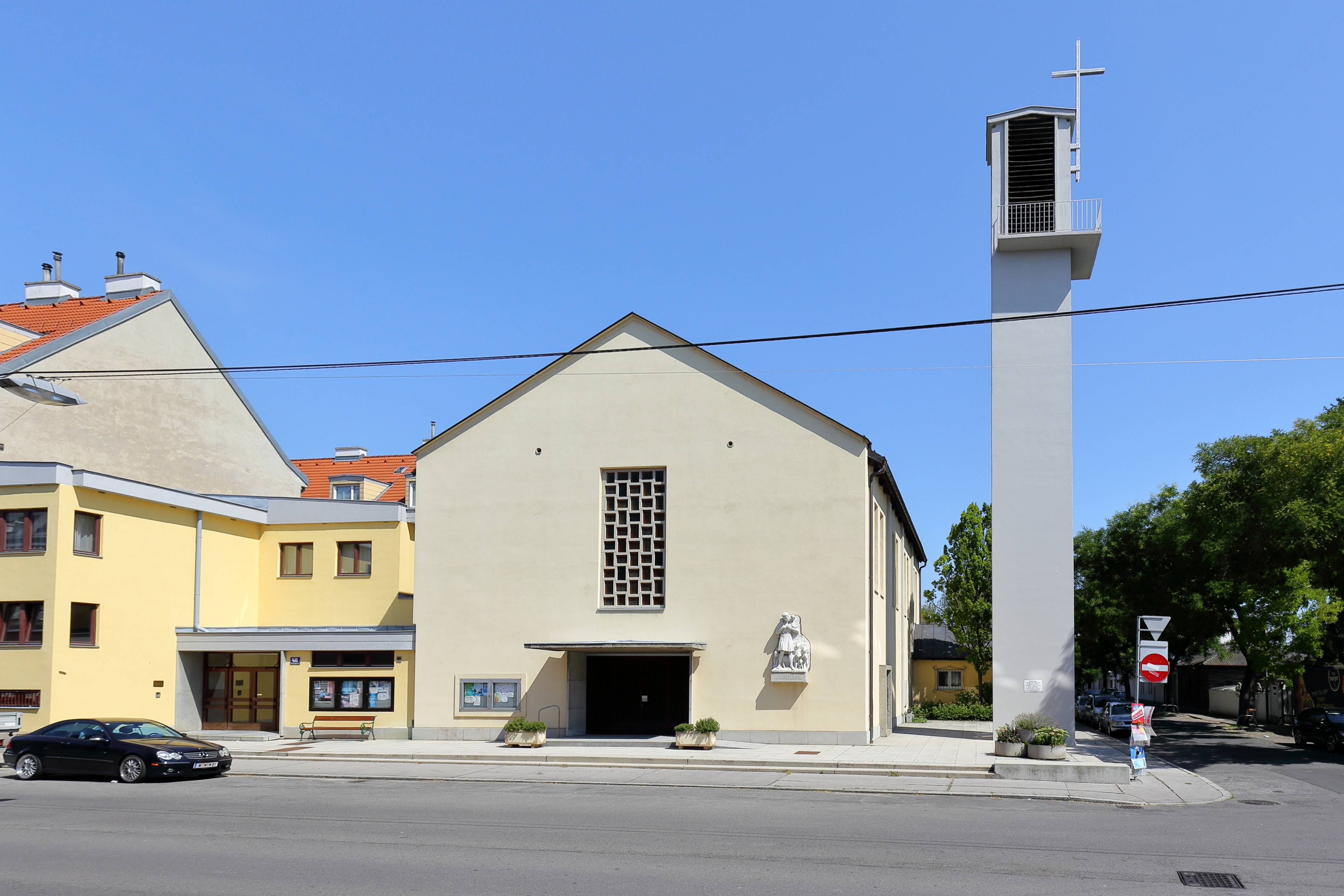
Neubau der Pfarrkirche Siebenhirten

Im zentralen Bereich an der Ketzergasse ist von der Stadt Wien eine bauliche Schutzzone definiert.
Am Petersbach befindet sich die ehemalige Teufelsmühle von Siebenhirten, die im Jahr 1477 erstmals urkundlich erwähnt wurde. Die Mühle war noch 1904 in Betrieb. Nach Zerstörungen im Zweiten Weltkrieg erfolgte der Umbau zu einem Gasthaus.
Die heutige römisch-katholische Pfarrkirche Siebenhirten wurde in den Jahren 1954/1955 nach Plänen von Herbert Schmid, Otto Rinder und Otto Sobetzky errichtet. Für die Ausführung war das Bauunternehmen von Bruno Buchwieser senior verantwortlich.
Das Agrarland der Donauterrasse in der Brauhausflur ist einer von vier Teilen des Landschaftsschutzgebiets Liesing. Im 15 Hektar großen Abschnitt steht insbesondere der Ackerbau als Kulturgattung unter Schutz.
An der Lemböckgasse befindet sich eine kleine denkmalgeschützten Kapelle vom Anfang des 19. Jahrhunderts, an deren Seite bis 2018 eine Sommer-Linde bestand, die als Naturdenkmal ausgewiesen war.

## Wirtschaft und Infrastruktur

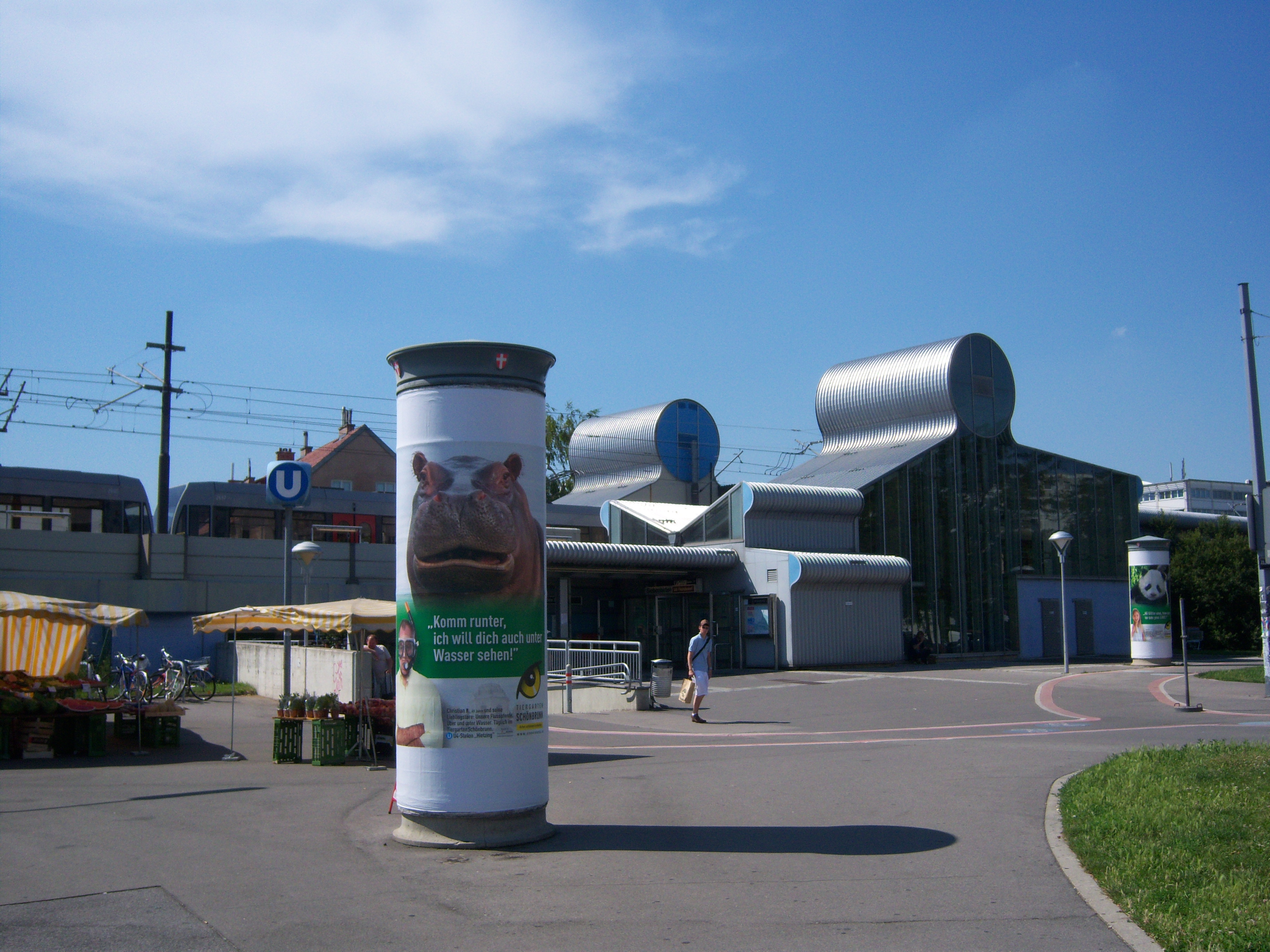
U-Bahn-Station Siebenhirten

Im Nordwesten von Siebenhirten befindet sich das Industriegelände Liesing. Die Volksschule Basler Gasse, die von 1949 bis 1951 im Rahmen der Hilfsaktion „Basel hilft Wien-Liesing“ erbaut wurde, ist ein Werk des Architekten Roland Rainer.
1995 wurden die U-Bahn-Station Siebenhirten und die an der Grenze zu Erlaa gelegene U-Bahn-Station Perfektastraße der U-Bahn-Linie U6 eröffnet und Siebenhirten damit an das Wiener U-Bahn-Netz angeschlossen. Die vom Wienerberg kommende Triester Straße bildet die Grenze des Bezirksteils zu Vösendorf.
Im benachbarten Vösendorf befindet such zudem der Bahnhof Vösendorf-Siebenhirten an der Lokalbahn Wien Baden.

## Sport
Fußballverein
Der SC Siebenhirten ist der lokale Fußballklub. Der Sportplatz des Verein befindet sich in der Anton-Freunschlag-Gasse.
Tennisverein
Es gibt einen kleinen Tennis-Club, der über die Kellerberggasse erreicht werden kann. Die Anlage ist im Naherholungsgebiet Kellerberg angesiedelt. Der Club bietet drei Sandplätze und acht Mannschaften in den diversen Altersklassen der niederösterreichischen Meisterschaft.

## Persönlichkeiten
- Leopold Stípčak (1909–1944), Widerstandskämpfer